# アイフィックスイット
iFixit（アイフィックスイット）は、カリフォルニア州サンルイスオビスポの電子機器に関する修理情報や修理パーツや修理用特殊工具の開発及び販売を手がけるベンチャー企業。オンラインマニュアル生成サービスDozukiを提供する。話題の電子機器が発売されるといち早く分解し、内部の構造や使用部品を分析して10段階の評価で修理しやすさ(数字が高いと修理しやすい)や推定の原価を公開する事が恒例となっている。

## 概要
カイル・ウィーンズが電気電子機器廃棄物の減少を目標として電子機器の修理の自力での修理方法の情報提供と修理工具を提供する会社をカリフォルニア・ポリテクニック州立大学に在学中に設立。

### 沿革
- 2003年（平成15年）設立。
- 2011年（平成23年）Dozukiの提供開始。[1]。
- 2014年（平成26年） フェアフォンと提携を発表[2]。
- 2015年（平成27年）発売前のAppleのApple TVを無断で分解し公開したとしてアップルから開発者アカウントを削除された[3]。

### 提供サービス
- 修理マニュアルの公開。
- 修理に必要な特殊工具の開発及び販売。
- 修理交換用パーツの開発販売。